# Rui Bragança
Rui Pedro Bragança (* 26. Dezember 1991 in Guimarães) ist ein portugiesischer Taekwondoin. Er startet in der Gewichtsklasse bis 58 Kilogramm.
Bragança kam mit 13 Jahren über Karate zum Taekwondo, er startet in seiner Heimatstadt für den Verein Koryo Taekwondo. Seinen ersten internationalen Erfolg feierte er bei der Junioreneuropameisterschaft 2007 in Baku, wo er in der Klasse bis 55 Kilogramm Bronze gewann. Den Durchbruch im Erwachsenenbereich schaffte er bei der Weltmeisterschaft 2011 in Gyeongju. Er erreichte überraschend das Finale gegen Joel González und gewann die Silbermedaille. Bei der Europameisterschaft 2012 in Manchester schied Bragança im Viertelfinale aus.